# Cola da Caprarola
Cola di Matteuccio da Caprarola (Caprarola, province de Viterbe, avant 1494 – Porto Ercole après 1519) est un architecte et charpentier italien actif en Italie centrale entre 1494 et 1519.

## Travaux

### Église Santa Maria della Consolazione à Todi (1508 - 1512)
Cola da Caprarola est documentée au début du projet de Santa Maria della Consolazione de 1508 à 1512. Il est parfois cité dans les documents comme architecte, mais rien ne suggère qu'il ait pu concevoir l'église.

### Cathédrale de Foligno (1512 - 1515)
En 1512, Cola da Caprarola est chargé de restructurer la cathédrale avec la construction d'un nouveau transept droit afin de réaliser un plan en croix latine. Une voûte s'étant effondrée en 1513 il a dû réparer les dégâts à ses propres frais. Il est documenté en relation avec ce projet jusqu'en 1515. En 1517, c'est Antonio da Sangallo le Jeune qui poursuit le projet.